# SN 1961M
SN 1961M – supernowa odkryta 6 sierpnia 1961 roku w galaktyce MCG +05-03-75. W momencie odkrycia miała maksymalną jasność 17,00m.